# Comte Tallaferro
El Comte Tallaferro és un personatge mític del poema èpic Canigó escrit per Jacint Verdaguer el 1886. El mite està basat en el personatge històric Bernat Tallaferro que comandava la vila de Besalú en el segle x, però moltes de les qualitats que Verdaguer atribuí al personatge fictici no corresponen a la figura històrica.
Actualment, el Comte Tallaferro ha quedat immortalitzat en forma de gegant de la Colla Gegantera d'Arenys de Mar i de la de Castellterçol.

## Simbolisme del personatge
El Comte Tallaferro és un valent i ferotge lluitador contra els sarraïns, simbolitzant les guerres constants dels temps històrics inicials de Catalunya. El personatge va ser creat per Verdaguer durant els anys de la Renaixença catalana idealitzant esdeveniments històrics de l'época del naixement de la pàtria. En el seu poema, Verdaguer barreja situacions i personatges que havien existit amb personatges poétics, mítics i idealitzats dins d'un marc geogràfic real a la Catalunya Nord.
L'objectiu principal del poeta fou de crear un símbol per tal d'il·lustrar les dificultats del naixement de Catalunya i les qualitats que calien per portar-ho a bon terme. Entre aquestes qualitats es poden mencionar la tenacitat, el valor, la persistència, les idees clares i l'entusiasme. Verdaguer va arribar a la idea d'aquest personatge durant la Renaixença per a contrarestar les actituds complaents i la manca d'orgull que veia en el poble català. El poeta estava preocupat per la tendència al derrotisme i la manca d'idealisme que empenyia els catalans del seu temps a acceptar el compromís del provincianisme ofert pel poder central espanyol.
Verdaguer, igual que Josep Torras i Bages (1846 - 1916), basava l'esperit català en les tradicions cristianes ancestrals. Valerós i fort, al Comte Tallaferro, com a bon cristià, no l'hi manquen pensaments generosos vers els seus enemics.

## Protagonisme aCanigó
Els guerrers sarraïns venen amb vaixells per invadir Catalunya i el comte Tallaferro els combat ferotgement. Sant Guillem de Tolosa (768-812) lliura a Tallaferro una espasa perquè el cristianisme no perdi contra l'Islam.
Aquesta espasa llegendària hauria pertangut a Otger Cataló, valent heroi que havia lluitat contra els sarraïns en èpoques pretèrites. Otger Cataló, caigut ferit en batalla, hauria mort poc després als braços d'un avi de Sant Guillem, que es va quedar l'espasa com a símbol de la defensa del cristianisme.
Durant la nit el comte cau en ferotge combat; capturat i malferit és portat a una nau enemiga. De cop, els fallaires venen nedant i calen foc a les naus ancorades. El foc en forma de serps alades fantàstiques incendia tots els vaixells dels sarraïns. Els guerrers cristians fugen i els invasors moren ofegats.
Quan ix el sol un fallaire vell prega en nom del Pare, del Fill i de l'Esperit Sant i cura la ferida del Comte Tallaferro. Aquest llença un sospir de tristor i, compassiu, pensa als pobres pares dels joves sarraïns morts. (Cant V - Tallaferro)

## Seccions del Cant V - "Tallaferro"
Lo comte Tallaferro ja veu ses naus,
lluhint la mitja lluna damunt dels pals,
astre de mal auguri per nostres camps,
y exclama ab ulls encesos y braços alts:
-Bon Deu, ¿s'han fet pe'l moro ports catalans?-
(...)
 Al extrem de la serra de Puigneulós,
punt al cap d'una ratlla, s'alça un turó,
un turó que centuries guardará'l nom
del comte que'n devalla fet un lleó,
Fallayres lo segueixen, aufranys y corps
que ja de carn humana senten fortor.
Lo comte diu al vèurels: -N'hi haurá per tots,-
y baixa per un córrech de dret al port.
Los sarrahins que hi troba no son pas molts;
lo primer colp que venta sembla sortós;
apar que'l moro fuja, les naus y tot.
(...)
 Quant lo comte donava lo primer colp,
ardits per ses espatlles li feyan foch
ab fletxa enverinada que asseca'l cor.
Los cristians lluytaren á esclat de mort;
mes prou que poquejavan foren més pochs,
quedantne molts d'estesos en lo revolch,
los uns ferits en terra, los altres morts.
Per tot moros arriban á glops, á glops,
á núvols; enviantlos fletxes y rochs;
arriban com zumzades d'una maror
d'alfanchs i simitarres, de vius y morts.
Com més lo comte lluyta, més se veu clos;
son corcer s'entrebanca y esclaman tots:
-Al pujar á mitj día lo sol s'es post;
¡oh comte Tallaferro, Deu te perdó!-
(...)
 No es mort lo comte encara, sols es ferit,
es ferit de l'espatlla per arma vil;
no la manejan nobles, sinó assassins.
No tant com la ferida sent lo despit,
quant tots los seus veu caure y entre enemichs;
quant veu que se'ls ne duhen, pensa morir!
(...)
 A l'aygua se l'en duhen, mes aygua endins.
¡Ay poble de Cotlliure, qué n'ets de trist
pe'l comte Tallaferro que tens catiu,
catiu dintre una barca de sarrahins!
Negroses són les ones, negra la nit,
puix núvols d'ales fosques la van cobrint,
y está més negre encara son esperit,
son esperit que plora dintre aquells llims.
Aixeca'ls ulls en l'ayre, plorant á rius:
-¡En aquesta hora aydáunos, ¡oh Jesucrist!
ans que ser de Mahoma, volèm morir!-
(...)
 D'una pedra foguera se veu l'esquitx
que encen un cap de falla bellugadíç,
alada serp que vola d'esquif á esquif,
de serps en cada barca trobant un niu
que's creuhan per los ayres en trebolí,
com estrelles que cauhen en negra nit,
com en dança nocturna mals esperits.
Quant los moros despertan al gran cruixit
de les naus que s'inflaman com polvorins,
se troban sense espases y entre enemichs
que ja damunt ses testes les fan lluhir.
(...)
 Mentre'l pastor lo cura, llança un sospir,
alçant á la montanya los ulls humits:
-Bon comte, -li demana,- ¿vos faig patir?
-De nafres com aquesta, pastor, me'n rich;
dinou mon cos ne duya y ara'n duch vint.
No es per mi si sospiro, que es per Gentil,
quant penso, ¡pobre pare! ¿què fa'l meu fill?-